# 甲字库
甲字库，明朝内廷十库之一，贮布匹、颜料，隶属于户部。

## 官制
- 掌库，一员；
- 贴库，无定员；
- 佥书，无定员。